# 冯家峪镇
冯家峪镇是中国北京市密云区下辖的一个镇，位于区境西北部，东北紧邻河北省滦平县。

## 行政区划
冯家峪镇下辖以下地区：
冯家峪镇社区、保峪岭村、西庄子村、石洞子村、冯家峪村、西口外村、西白莲峪村、三岔口村、朱家峪村、下营村、白马关村、番字牌村、黄梁根村、西苍峪村、司营子村、前火岭村、石湖根村、北栅子村和南台子村。